# Xanthonia villosula
Xanthonia villosula är en skalbaggsart som först beskrevs av F. E. Melsheimer 1847.  Xanthonia villosula ingår i släktet Xanthonia och familjen bladbaggar. Inga underarter finns listade i Catalogue of Life.